# ویگسلاف نوواک
ویگِسلاف نوواک (چکی: Vítězslav Novák؛ چکی: [ˈvi:cɛslaf]؛ ۵ دسامبر ۱۸۷۰ – ۱۸ ژوئیهٔ ۱۹۴۹) آهنگساز، نوازنده پیانو و مدرس موسیقی اهل جمهوری چک بود.
وی دانش‌آموختهٔ هنرستان موسیقی پراگ بود و با آنکه موسیقی‌اش بیشتر در مکتب نئورماتیک ریشه داشت، اما برخی آثارش را از اولین نمونه‌های موسیقی مدرن چک می‌دانند.